# Niki (hãng hàng không)
Niki (cũng có tên là Niki hoặc flyNiki, tên chính thức Niki Luftfahrt GmbH) là hãng hàng không Áo, một công ty con của Air Berlin. Nó có trụ sở tại Office Park I ở sân bay quốc tế Viên trong Schwechat. Niki cung ứng dịch vụ bay thường lệ đến các thành phố châu Âu và khu giải trí cũng như các dịch vụ điều lệ cho khu giải trí từ Vienna, Salzburg, Graz, Linz và Innsbruck.

## Lịch sử
Năm 2003 Niki Lauda, cựu tuyển thủ F1 và người sáng lập của Lauda Air, mua lại Aero Lloyd Austria. Hãng hàng không bắt đầu hoạt động vào ngày 28 tháng 11 năm 2003.
Mặc dù Niki thường được mô tả như là "hãng hàng không chi phí thấp", hãng lại cung cấp đầy đủ dịch vụ, chẳng hạn như giải khát miễn phí, báo và hành lý. Hãng cung cấp một chiếc bánh sandwich hay một món ăn lạnh, nước giải khát, trà và cà phê trên tất cả các chuyến bay đường ngắn cũng như trên các tuyến điều lệ cho Hy Lạp, Tunisia và Thổ Nhĩ Kỳ. Trên chuyến bay thuê chuyến đến quần đảo Canary và Ai Cập tất cả hành khách được phục vụ bữa ăn nhẹ ấm áp. Ngoài ra, thực đơn cho người sành ăn từ Demel có thể được đặt trước chuyến bay. Ngoài ra còn có một dịch vụ mua vào hội đồng quản trị. Ngày 9 tháng 1 năm 2004, Niki công bố hợp tác với Air Berlin. Cuối năm 2011, Niki sáp nhập hoàn toàn với Air Berlin, chia sẻ các hoạt động, đặt hệ thống và máy bay. Kể từ ngày 20 tháng 3 năm 2012, Niki là một "thành viên liên kết" của Oneworld là một công ty con của Air Berlin. Từ cuối năm 2012, Niki tục sơn lại máy bay của họ trong chương trình sơn Air Berlin, sử dụng logo của Niki chỉ ở mũi. Các lớp sơn mới sẽ được áp dụng trong quá trình kiểm tra C thường xuyên.
Trong tháng 10 năm 2014, Niki thông báo việc hủy bỏ các chuyến bay từ Vienna đến Copenhagen, Moskva và Frankfurt do giảm nhu cầu. Trong trao đổi, một số tuyến đường giải trí mới đáng giá hơn sẽ được bắt đầu vào mùa hè năm 2015.